# Louis Agassiz Fuertes

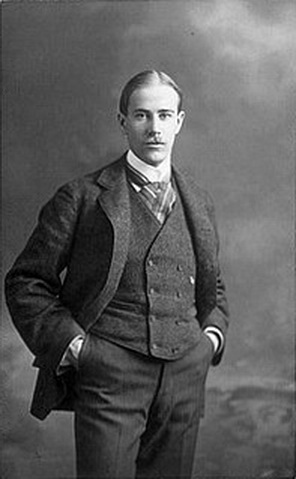
Louis Agassiz Fuertes

Louis Agassiz Fuertes (* 7. Februar 1874 in Ithaca; † 22. August 1927 in Unadilla, New York) war ein US-amerikanischer Ornithologe, Illustrator und Künstler.

## Leben und Wirken

### Familie
Louis Agassiz Fuertes’ Vater Estevan Antonio Fuertes (1836–1903), geboren in San Juan in Puerto Rico, stammte von einer bedeutenden spanischen Familie ab. Er war von 1873 bis zu seinem Tod eng mit der Cornell University verbunden, an der er als Direktor und Dekan der Fakultät für Ingenieurswesen tätig war. Seine Mutter Mary Stone Perry Fuertes (1840–1930) wurde in Troy (New York) geboren. Ihre Vorfahren stammten aus England und den Niederlanden. Da der Vater ein glühender Bewunderer des Naturforschers Louis Agassiz (1807–1873) war, nannte die Familie ihren jüngsten Sohn nach diesem. Fuertes hatte drei Brüder namens Felix Juan Estevan Fuertes (1861–), James Hillhouse Fuertes (1863–1932), George Perry Fuertes (1865–1878) und zwei Schwestern namens Sarah Demetria Fuertes Hitchcock (1868-), Mary Katherine Fuertes (1872–). Fuertes lebte zeit seines Lebens in Ithaca. Im Jahr 1904 heiratete er Margaret F. Summer, die Tochter von Dr. Albert und Harriet (geb. Beers) Summer, mit der er die Kinder Louis und Mary Fuertes zeugte.

### Ausbildung
Schon als Kind zeigte sich sein Talent zum Malen. Mit ca. acht Jahren begann er diese Fähigkeit mit seiner zweiten Passion, den Vögeln, zu kombinieren. So schickte er ihm im Jahr 1884 in einem Brief an seinen Bruder James ein Bild einer Schneeeule. In den folgenden drei Jahren fertigte er von Vögeln weitere Bilder, die ihm in seiner Umgebung allgemeine Anerkennung brachten. Ohne die Hilfe eines erfahrenen Ornithologen oder Künstlers trieb ihn sein Wunsch, dieses Talent auch in Eigeninitiative weiterzuentwickeln. Mit 14 Jahren malte er einen männlichen Fichtenkreuzschnabel (Loxia curvirostra) und war damit zum kundigen Vogelmaler aufgestiegen. Die Details des kupferbraunen Gefieders, sein Schnabel, sein Körper waren zuvor noch nie so deutlich wahrgenommen worden. Doch seine Beobachtungsgabe beschränkte sich nicht nur auf das Malen. Seine Beobachtungsnotizen waren akkurat und er war in der Lage, den Vogelgesang unterschiedlicher Arten täuschend echt zu imitieren. So war er nicht nur ein talentierter Maler und Ornithologe, sondern auch Musiker und Autor.
Im Jahr 1890 schrieb Louis Mutter an ihren Sohn James, dass Louis eine seltene Vogelart an die Smithsonian Institution geschickt habe und von dort um weitere Informationen gebeten wurde. Dieses Erlebnis war wahrscheinlich sein erster Kontakt mit professionellen Ornithologen. Unterstützt in dieser Entwicklung wurde er von Liberty Hyde Bailey (1858–1954), der 1889 an der Cornell University begann und der von Fuertes’ Bildern bereits sehr beeindruckt war. Ein weiterer Mentor war der Zoologe und Professor Burt Green Wilder (1841–1925), der ihn um die Herstellung einiger Tiertafeln bat.
Im Juni 1892 begleitete Louis seine Eltern nach Europa. Er besuchte den Jardin des Plantes, um Entwürfe von Vögeln und anderen Tieren anzufertigen. Im September desselben Jahres besuchte er das „Institut Keller“, eine Privatschule in Zürich, die er bis ins Jahr 1893 aufsuchte. Da sein Vater das mangelnde Interesse seines Sohns am Studium der Geschichte erkannte, kehrte die Familie nach Amerika zurück. In dieser Zeit entstanden viele Bilder von europäischen Vögeln. Seine Arbeiten aus dieser Zeit waren so unterschiedlich, dass sogar ausgewiesene Kenner seiner Werke sie kaum Fuertes zuordnet hätten. So waren alle Werke zwischen 1890 und 1894 mit Tinte umrissen, dann koloriert und anschließend mit Stift und Tinte ausgefüllt.
Nach der Rückkehr in die Staaten besuchte Louis die Cornell University. In den ersten beiden Jahren besuchte er Vorlesungen in Architektur, doch ein Interesse für Algebra und Geometrie war nicht vorhanden. Zu seinem Leidwesen gab in dieser Zeit es keine Kurse in Ornithologie. Neben seinen so unterschiedlichen Interessen nahm Fuertes aktiv am Universitätsleben teil. Sein musikalisches Talent machte ihn zum Mitglied im Cornell University Glee Club, einem Gesangsverein der Universität. Für zwei Jahre war er Leiter des Clubs.
Im Jahr 1894 ging er mit dem Club auf Tour und kam u. a. nach Washington. Einer der Mitglieder informierte Fuertes, dass er einen Onkel namens Samuel Elliott Coues (1842–1899) habe, der sich sehr für Vögel interessiere. So lernte er einen bedeutenden Vogelkundler dieser Zeit kennen, der wesentlich zur Förderung seiner Karriere beitrug. Fuertes war regelmäßig mit Coues im Briefkontakt. So lud Coues ihn zum dreizehnten A.O.U.-Kongress im Jahr 1896 in Washington, D.C. ein, der am 11. November 1895 stattfand, um Fuertes Werke in den ornithologischen Kreisen bekannt zu machen.
Fuertes konnte in diesem Jahr nicht teilnehmen, doch Coues präsentierte einige Werke, die in den Fachkreisen großen Anklang fanden. Ein Jahr später erschien Fuertes auf erneutes Anraten Coues’ zum ersten Mal persönlich bei dem Kongress der American Ornithologists’ Union. Hier bekam er die Gelegenheit, seine bisher nicht publizierten Werke zu erklären und wichtige Kontakte zu knüpfen. Viele der vorgestellten Bilder erschienen in Citizen Bird von Mabel Osgood Wright (1859–1934) und Samuel Elliott Coues, und ein Vergleich seiner Bilder mir den Bildern in Birdcraft von Wright unterstrich Fuertes’ außergewöhnliches Talent. Nur Ernest Thompson Setons (1860–1946) Bilder zeigten zur damaligen Zeit ähnliche Qualität.
Im Juli 1897, dem Monat nachdem er die Universität abgeschlossen hatte, begab sich Fuertes nach Dublin (New Hampshire) zur Lehre bei Abbott  Thayer (1849–1921). Ihn lernte er ebenfalls bei seinem ersten A.O.U.-Kongress kennen, allerdings nicht wegen Fuertes’ Bildern, sondern vielmehr wegen seiner kompetenten Kommentare zu Thayers Vortrag über die schützende Wirkung der Färbung von Tierfellen.
Auch wenn sein ganzes Leben mit der Cornell University verknüpft war, wurde er erst 1922 ein Angestellter der Universität. Er gab Vorlesungen über Vögel und sein Freund und Mentor Arthur Augustus Allen (1885–1964) wurde sein Vorgesetzter. Laut Allen war Fuertes ein begnadeter Redner, der seine Studenten auch auf diesem Gebiet in seinen Bann zog.

### Forschungsreisen
Fuertes begleitete 1898 Abbott H. Thayer und dessen Sohn Gerald nach Florida, um neue Erfahrungen im Gelände zu sammeln. Bisher kannte er nur die Avifauna New Yorks, und es fehlte ihm die Erfahrung, wie man Vögel sammelt und Studiennotizen anfertigte. Ihr Hauptquartier schlugen sie im Ressort von Frau Frances E. B. Latham auf, das sich im Osten der Halbinsel am Indian River nahe Micco befand. Hier inmitten von Primärwald, bestehend aus Palmettopalmen und Eichen mit angrenzenden sumpfigen Savannen und Mangroveninseln, gab es viel Neues für den jungen Fuertes zu entdecken. Später zog die Gruppe weiter und campierte in Indian Field am Oberlauf des St. Johns River.
1899 nahm er an der Harriman-Alaska-Expedition teil. 1901 war er Teil eines Biological-Survey-Programms, welches ihre Teilnehmer in den Westen von Texas sowie New Mexico führte. 1902 nahm er als Künstler an einer Expedition auf den Bahamas teil, die vom American Museum of Natural History (AMNH) gesponsert wurde.
Während des A.O.U.-Kongresses 1903 in San Francisco schloss er sich einer Gruppe an, die Farallon-Inseln besuchte. Anschließend sammelte er für das AMNH im San Joaquin Valley, in Carmel-by-the-Sea, in Paicines in San Benito County, Prince’s Camp in der Region um den Lake Tahoe und dem Pyramid Lake. Auch seine Hochzeitsreise auf Jamaika im Jahre 1904 nutzte er für erste Einblicke in die Avifauna der Antillen.
Zwei Jahre später, im Jahre 1906, nahm er an einer weiten Expedition der AMNH in der Prärie von Saskatchewan und den kanadischen Rocky Mountains teil. Unter der gleichen Schirmherrschaft besuchte er im Süden Floridas 1908 Cuthbert Rookery, welches heute Teil der Everglades ist. Zusammen mit Leonard Cutler Sanford (1868–1950) zog es ihn 1909 auf die Magdalenen-Inseln und auf Bird Rock und erneut 1909 als Mitglied einer AMNH-Forschungsreise nach Yucatán und in dem Osten Mexikos. Hier erweiterte er sein Wissen um die Vogelwelt der kontinentalen Tropen. Diese Erfahrungen nutzten ihm während weiteren Reisen in den Jahren 1911 und 1913, die ihn als Teil weiterer AMNH-Aktivitäten nach Kolumbien führten. Hier durchquerte er das ganze Land von der Pazifikküste bis ins Orinoco-Delta.
Danach musste Fuertes aufgrund seiner vielen Aufträge die Feldforschung einschränken, und er machte bis ins Jahr 1926 nur noch kleinere ortsnahe Ausflüge. Doch im September 1926 bis in den Mai 1927 begleitete er schließlich eine weitere AMNH-Gruppe nach Abessinien. Mit in der Gruppe reiste Wilfred Hudson Osgood (1875–1947). Beide schrieben zusammen am Buch Artist and Naturalist in Ethiopia, welches posthum 1936 erschien. Fuertes starb bei einem Unfall an dem Straßenübergang Potter’s Crossing bei Unadilla.

### Mitgliedschaften
Mit 17 Jahren wurde Louis Agassiz Fuertes 1891 zum Genossen (Associate) der American Ornithologists’ Union (A.O.U) gewählt. Im Jahr 1901 stieg er zum Mitglied (Member) und 1912 und zum Gefährten (Fellow) auf. Er nahm erstmals am vierzehnten A.O.U.-Kongress im Jahr 1896 in Cambridge teil.
Im Jahr 1913 war Fuertes einer der Gründer des Cayuga Bird Club. Er eröffnete das Renwick Wildlife Sanctuary im Stewart Park, welches heute im Volksmund auch oft als Fuertes Wildlife Sanctuary bezeichnet wird.
1927 wurde ihm von den Boy Scouts of America der Titel eines Honorary Scout verliehen, eine Auszeichnung, die im selben Jahr neu eingeführt worden war. Diese Auszeichnung gab es für:

„American citizens whose achievements in outdoor activity, exploration and worthwhile adventure are of such an exceptional character as to capture the imaginations of boys... (deutsch: Amerikanische Bürger, deren Erfolge bei Aktivitäten in freier Natur, bei Erkundung und erstrebenswerten Abenteuern von so außergewöhnlicher Art und Weise sind, dass sie die Vorstellungskraft unserer Jugend beflügeln.“

## Dedikationsnamen

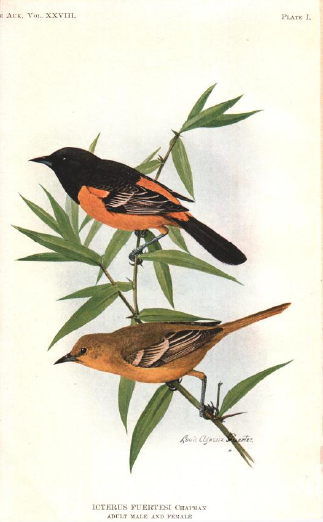
Fuertes-Trupial (Icterus fuertesi)

Zwischen dem 23. Februar und dem 21. April 1910 sammelte Fuertes Vögel in Mexiko. Die Beschreibung seiner Sammlung überließ er Frank Michler Chapman, der ihm eine Unterart des Gartentrupials (Icterus spurius fuertesi) widmete. Laut IOC World Bird List könnte es sich sogar um eine eigene Art handeln, und so findet sich in der englischen Literatur auch der Trivialnamen Fuertes’s Oriole. Chapman schrieb:

„For this new bird I propose the name Icterus fuertesi, in honor of Louis Agassiz Fuertes, not alone in recognition of his invaluable services to ornithology, but also because, attracted by its notes, he was the actual discoverer of the species to which his name is now given. (deutsch: Für diesen neuen Vogel schlage ich den Namen Icterus fuertesi vor, zu Ehren von Louis Agassiz Fuertes, nicht nur in Anerkennung seiner unschätzbaren Dienste, sondern auch für seine fesselnden Notizen. Er war der eigentliche Entdecker dieser Art für welche sein Name nun verwendet wurde.“

1912 bei der Erstbeschreibung des Fuertespapagei (Hapalopsittaca fuertesi) verwendete Chapman den Namen Fuertes zu Ehren, der sich auch im englischen Trivialnamen Fuertes’s Parrot widerspiegelt. In seiner Publikation schreibt Chapman:

„I have named this interesting bird in honor of Mr. Louis Agassiz Fuertes, in recognition of the service which, not alone as artist, but in many other capacities he rendered the Museum’s Colombian expedition. (deutsch: Ich habe diesen interessanten Vogel zu Ehren von Louis Agassiz Fuertes benannt, in Anerkennung seiner Dienste, nicht nur als Künstler, sondern auch in vielen anderen Funktionen, die er während der Expedition des Museums ausgefüllt hat.“

George Miksch Sutton (1898–1982) und Josselyn Van Tyne (1902–1957) machten Fuertes mit einer Unterart des Rotschwanzbussard (Buteo jamaicensis fuertesi) ihre Aufwartung. In der Fachliteratur findet sich auch der englische Trivialname Fuertes’s Red-tailed Hawk. Sie begründen ihre Namensgebung wie folgt:

„The name fuertesi is in honor of the late Louis Agassiz Fuertes, the world-renowned bird artist, who nineteen years ago was gracious enough to take the senior author under his tutelage, to help him in his problems of bird portraiture, to give him a lifetime’s inspiration. Fuertes visited Brewster County, Taxas, in 1901. He doubtless saw Red-tailed Hawks at that time without realizing that they were of an undescribed form. We take pleasure in thus honoring Fuertes not alone because of his genius as an artist, but because of his interest in the birds of the Big Bend country. (deutsch: Der Name fuertesi ehrt den Verstorbenen Louis Agassiz Fuertes, den weltbekannten Künstler, der den Hauptautor vor 19 Jahren ausbildete, ihm half seine Probleme mit Vogelportrais zu überwinden und ihm eine lebenslange Inspiration vermittelte. Fuertes besuchte Brewster County in Texas im Jahre 1901. Ohne Zweifel hat er, ohne dass es ihm bewusst war, Rotschwanzbussarde in dieser Zeit beobachtet und nicht erkannt, dass es sich hierbei um eine unbeschriebene Art handelte. Es ist uns eine Freude Fuertes nicht nur für seinen Schöpfergeist als Künstler zu ehren, sondern auch wegen seines Interesses an den Vögeln von Big Bend Country.“

Herbert Friedmann (1900–1987) beschrieb 1932 in seinem Artikel Notes on the Abyssinian Red-capped Lark and Long-billed Pipit in Proceedings of the Biological Society of Washington (Vol. 45, S. 163) eine weitere Unterart Tephrocorys cinerea fuertesi (entspricht der Erlangerlerche, Calandrella erlangeri) mit Fuertes’ Namen. Dieses Taxon gilt aber heute als ungültig.

## Werke
Seine erste Zeichnung malte Louis Agassiz Fuertes mit 14 Jahren. Es war ein männlicher Fichtenkreuzschnabel (Loxia curvirostra), ein Vogel, den er zuvor noch nie gesehen hatte. Für das National Geographic Magazine malte er auch Säugetiere, wobei sein Schaffensschwerpunkt im Malen und Zeichnen von Vögeln lag. Neben seinen publizierten Werken existieren noch viele unpublizierte Werke. Die bedeutendste Sammlung nicht veröffentlichter Werke besaß Frederick Foster Brewster (1872–1958) aus New Haven mit 25 Ölgemälden. Auch andere Privatpersonen erstanden Bilder von Fuertes. Im Folgenden findet sich ein Auszug seiner wichtigsten Publikationen:
- Im Werk A – birding on a bronco von Florence Augusta Merriam Bailey (1863–1948) aus dem Jahr 1896 steuerte er 22 Feder- und Tintezeichnungen bei.
- Von 1897 bis 1899 in The Osprey – An Illustrated Monthly Magazine publizierte er einige Tuschezeichnungen.
- 1897 erschienen 111 Schwarz-Weiß-Zeichnungen in Citizen Bird von Mabel Osgood Wright und Samuel Elliott Coues.
- 1899–1914 The Auk:
  - In The Distribution and Relationships of Ammodramus maritimus and its Allies in The Auk (Volume 16, Number 1) der erste Farbdruck Fuertes mit den zwei Unterarten der Strandammer (Ammodramus maritimus fisheri und Ammodramus maritimus sennetti).
  - In Outram Bangs’ (1863–1932) Artikel The Hummingbirds of the Santa Marta Region of Colombia (Volume 16, Number 2, 1899).
  - In Jonathan Dwights Jr. (1858–1929) Artikel Sequence of Plumages: Illustrated by the Myrtle Warbler (Dendroica coronata) and the Yellow-breasted Chat (Icteria virens) (Volume 16, Number 3, 1899).
  - Witmer Stones (1866–1939) Artikel Winter plumages: illustrated by the Rose-breasted Grosbeak (Zamelodia ludoviciana) (Volume 16, Number 4, 1899).
  - Im Januar 1913 hat das neue Deckblatt der Zeitschrift entworfen, das auch 1914 noch verwendet wurde.
  - Im Jahr 1914 in Chapmans Artikel Description of a new oriole (Icterus fuertesi) from Mexico (Volume 28, Number 1, 1911).
  - Im Jahr 1914 in Robert Cushman Murphys (1887–1973) Artikel Preliminary description of a new petrel (Volume 31, Number 1, 1914) erschienen ein weiteres Werk von Fuertes.
- 1899 Für Clinton Hart Merriam (1855–1942) in Results of a Biological Survey of Mount Shasta, California (North American Fauna, Number 16) trug er 5 Schwarz-Weiß-Tafeln bei.
- 1901 Für das Buch The Woodpeckers von Fannie Pearson Hardy Eckstorm (1865–1946) malte er 5 Farbtafeln.
- 1901–1909 Yearbook of the U.S. Department of Agriculture:
  - 1901 in Albert Kenrick Fishers (1856–1948) Two vanishing game birds – the woodcock and the wood duck 2 Schwarz-Weiß-Tafeln,
  - 1903 in Sylvester Dwight Judds (1871–1905) The economic value of the bobwhite eine Farbtafel,
  - 1906 in Henry Worthington Olds (1859–1925) Cage-Bird Traffic of the United States eine Farbtafel,
  - 1907 in Henry W. Henshaws (1850–1930) Does it pay the Farmer to Protect Birds 4 Schwarz-Weiß-Tafeln,
  - 1908 in Albert Kenrick Fishers The Economic Value of Predaceous Birds and Mammals 3 Farbtafeln,
  - 1909 in Henry Worthington Olds Introduction of the Hungarian partridge into the United States eine Farbtafel.
- 1902 in Florence Augusta Merriam Baileys (1863–1948) Handbook of Birds of The Western United States 30 vollseitige Schwarz-Weiß-Zeichnungen und viele Lavierungen im Text.
- 1902 in Leander Sylvester Keysers (1856–1937) Birds of the Rockies ( Tafeln, davon 4 farbig).
- 1902 im Buch Upland game birds von Edwyn Sandys und Theodore Strong Van Dyke (1842–1923) 5 Schwarz-Weiß-Tafeln.
- In Edward Henry Harriman (1848–1909), John Burroughs (1837–1921), Clinton Hart Merriam, John Muir (1838–1914) et al. The Harriman Alaska Expedition 30 komplette Seiten in Schwarz-Weiß und viele Lavierungen im Text.
- 1903 Samuel Elliott Coues (1842–1899) Key to North American birds über 200 Lavierungen im Text doi:10.5962/bhl.title.53935.
- 1903 Leonard Cutler Sanford (1868–1950), Louis Bennett Bishop (1865–1950), Theodore Strong Van Dyke The Water-Fowl Family 14 Schwarz-Weiß-Tafeln doi:10.5962/bhl.title.54433.
- 1903 in Frank Michler Chapmans The Economic Value of Birds to the State 12 viergeteilte Tafeln doi:10.5962/bhl.title.56844.
- 1904–1926 viele Beiträge zu Bird-Lore: an illustrated bi-monthly magazine devoted to the study and protection of birds.
- 1905 in Sylvester Dwight Judds The Grouse and Wild Turkeys of the United States and Their Economic Value in Biological Survey – Bulletin No. 24 eine Farbtafel und eine Schwarz-Weiß-Tafel.
- 1907–1910 in Foster Ellenborough Lascelles Beals (1840–1916) Birds Of California – In Relation To The Fruit Industry Biological Survey, Bulletin No. 30 and 34, Part I 4 Farbtafeln, Part II 6 Farbtafeln.
- 1908 in Waldo Lee McAtees (1883–1962) Food habits of the Grosbeaks Biological Survey, Bulletin No. 32, 3 Farbtafeln.
- 1910 in Wells Woodbridge Cookes (1858–1916) Distribution and migration of North American shorebirds in Biological Survey – Bulletin No. 35 drei Schwarz-Weiß-Tafeln.
- 1910–1914 in Elon Howard Eatons (1866–1934) Birds of New York 106 viergeteilte Tafeln.
- 1911 in Foster Ellenborough Lascelles Beals Food of the Woodpeckers of the United States in Biological Survey – Bulletin No. 37, 5 Farbtafeln und 1 Schwarz-Weiß-Tafel. doi:10.5962/bhl.title.55219.
- 1911 in Arthur Holmes Howells (1872–1940) Birds Of Arkansas in Biological Survey – Bulletin No. 38, 4 Schwarz-Weiß-Tafeln doi:10.5962/bhl.title.54467.
- 1911 in Waldo Lee McAtees Woodpeckers in Relation to Trees and Wood Products in Biological Survey – Bulletin No. 39, 2 Farbtafeln.
- 1912 in Frank Michler Chapmans Handbook of birds of eastern North America: with introductory chapters on the study of birds in nature, 8 Farbtafeln, 7 Schwarz-Weiß-Tafeln doi:10.5962/bhl.title.54513.
- 1913 in Henry W. Henshaws Fifty Common Birds of Farm and Orchard in Farmer’s Bulletin, No. 513, 50 Farbillustrationen im Text.
- 1913–1916 in Henry W. Henshaws Beiträgen im National Geographic Magazine, 250 Farbillustrationen, die 1918 in The Book of Birds der National Geographic Society erneut erschienen.
- 1917 in Frank Michler Chapmans The distribution of bird-life in Colombia: a contribution to a biological survey of South America, Bulletin of the American Museum of Natural History, Vol. 36, 4 Farbtafeln doi:10.5962/bhl.title.56497.
- 1918–1922 in Charles William Beebes (1877–1962) A Monograph of the Pheasants (4 Bände), 5 Farbtafeln.
- 1919 in Ernest Harold Baynes (1868–1925) The book of dogs; an intimate study of mankind's best friend,  73 Farbportraits doi:10.5962/bhl.title.15192.
- 1919 in Thornton Waldo Burgess (1874–1965) Bird Book for Children, 32 Farbtafeln doi:10.5962/bhl.title.20184.
- 1923–1926 in John Charles Phillips (1876–1938) A natural history of ducks, 16 Farbtafeln, 9 Schwarz-Weiß-Tafeln.
- 1925 in Edward Howe Forbushs (1858–1929) The Birds of Massachusetts, 33 viergeteilte Tafeln.
- 1926 in Frank Michler Chapmans The distribution of bird-life in Ecuador: a contribution to a study of the origin of Andean bird-life, Bulletin of the American Museum of Natural History, Vol. 55, 5 Farbtafeln.
- 1927 in Arthur Augustus Allen, Louis Agassiz Fuertes, Miles David Pirnie General ornithology: Laboratory notebook for the recording of observations made in the field and studies made in the laboratory on the birds of eastern North America viele Feder- und Tintezeichnungen.
- Portraits of New England Birds. Drawn in Color By Louis Agassiz Fuertes and Alan Brooks for Birds of Massachusetts and Other New England States, Commonwealth of Massachusetts, 1932.

Schriftliche Publikationen:
- Impression of the Voices of Tropical Birds, Bird-Lore, Vol XVI, No 1, 1914, S. 1–3.
- Impression of the Voices of Tropical Birds, Bird-Lore, Vol XVI, No 2, 1914, S. 96–101.
- Impression of the Voices of Tropical Birds, Bird-Lore, Vol XVI, No 3, 1914, S. 161–169.
- Impression of the Voices of Tropical Birds, Bird-Lore, Vol XVI, No 5, 1914, S. 342–349.
- Impression of the Voices of Tropical Birds, Bird-Lore, Vol XVI, No 6, 1914, S. 421–428.
- zusammen mit Wilfred Hudson Osgood, Artist and Naturalist in Ethiopia, Doubleday, Doran & company, 1936.
- To a Young Bird Artist: Letters from Louis Agassiz Fuertes to George Miksch Sutton, University of Oklahoma Press, 1979.

## Galerie

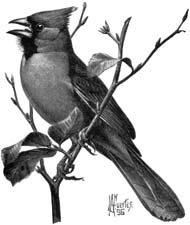
Rotkardinal (Cardinalis cardinalis) in Citizen Bird, 1897
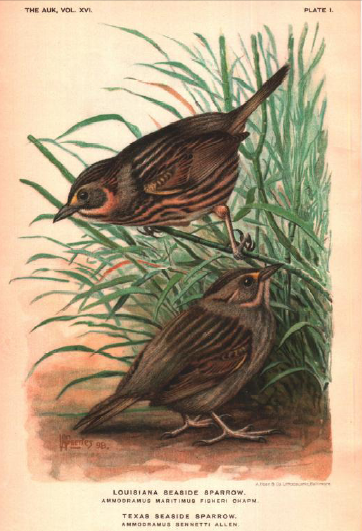
Unterarten der Strandammer (Ammodramus maritimus fisheri) & (Ammodramus maritimus sennetti) in The Auk, 1899
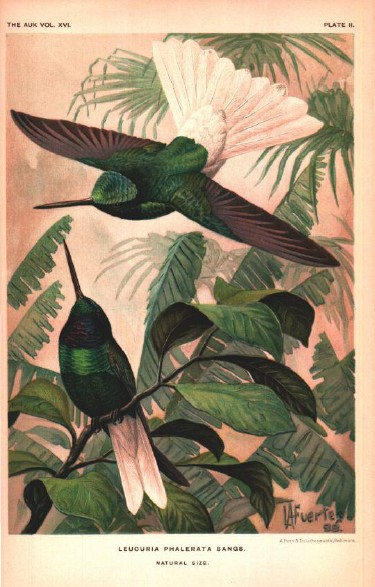
Türkiskronkolibri (Coeligena phalerata) in The Auk, 1899
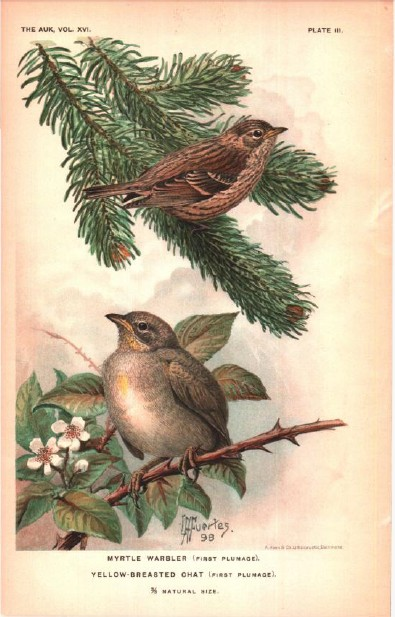
Kronwaldsänger (Dendroica coronata) & Gelbbrust-Waldsänger (Icteria virens) in The Auk, 1899
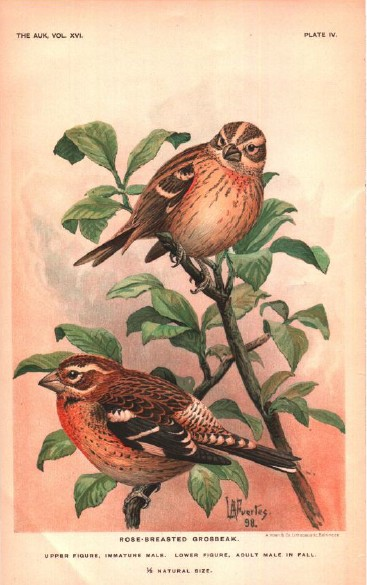
Rosenbrust-Kernknacker (Pheucticus ludovicianus) in The Auk, 1899
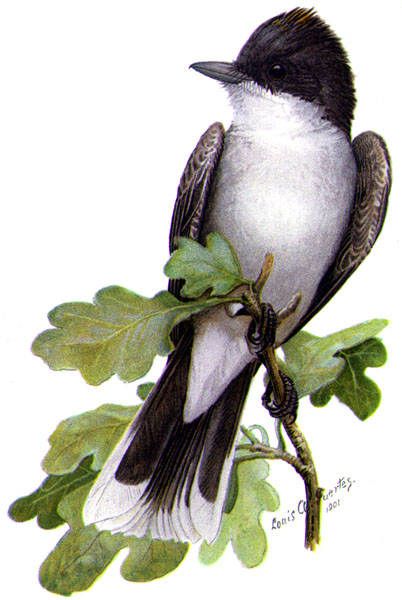
Schieferrücken-Königstyrann (Tyrannus tyrannus) in The Second Book of Birds, 1901
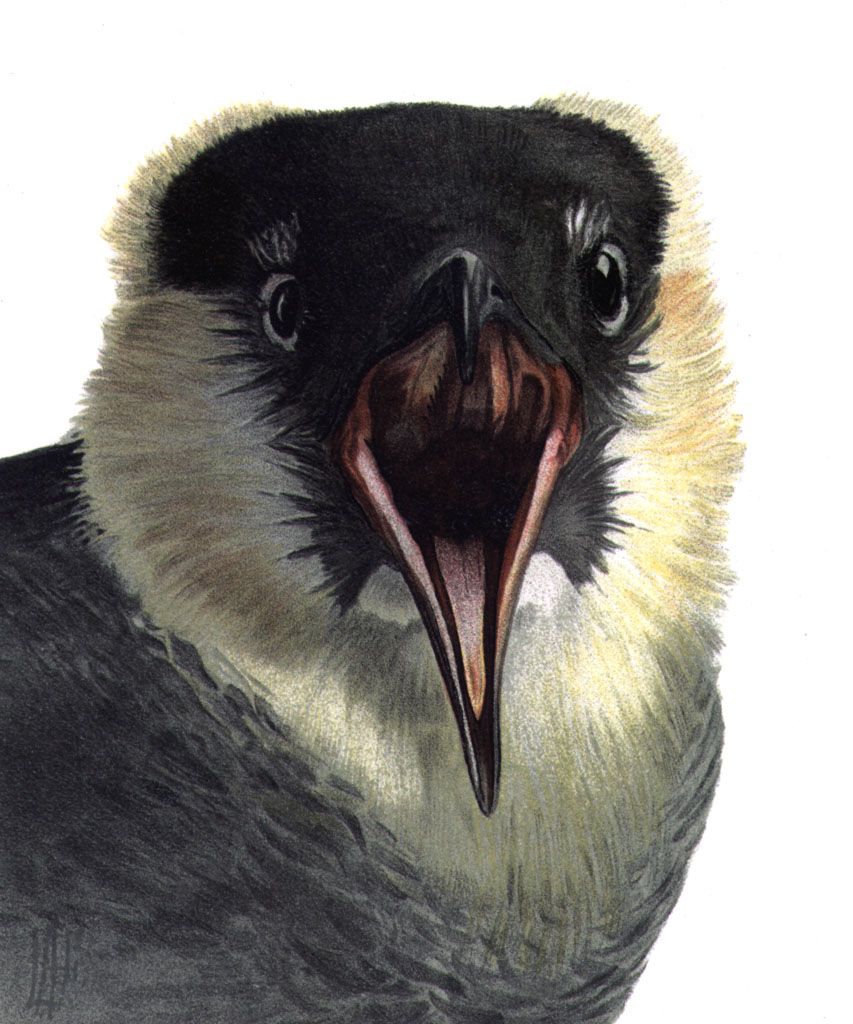
Spatelraubmöwe aus der Harriman Alaska Series, 1904
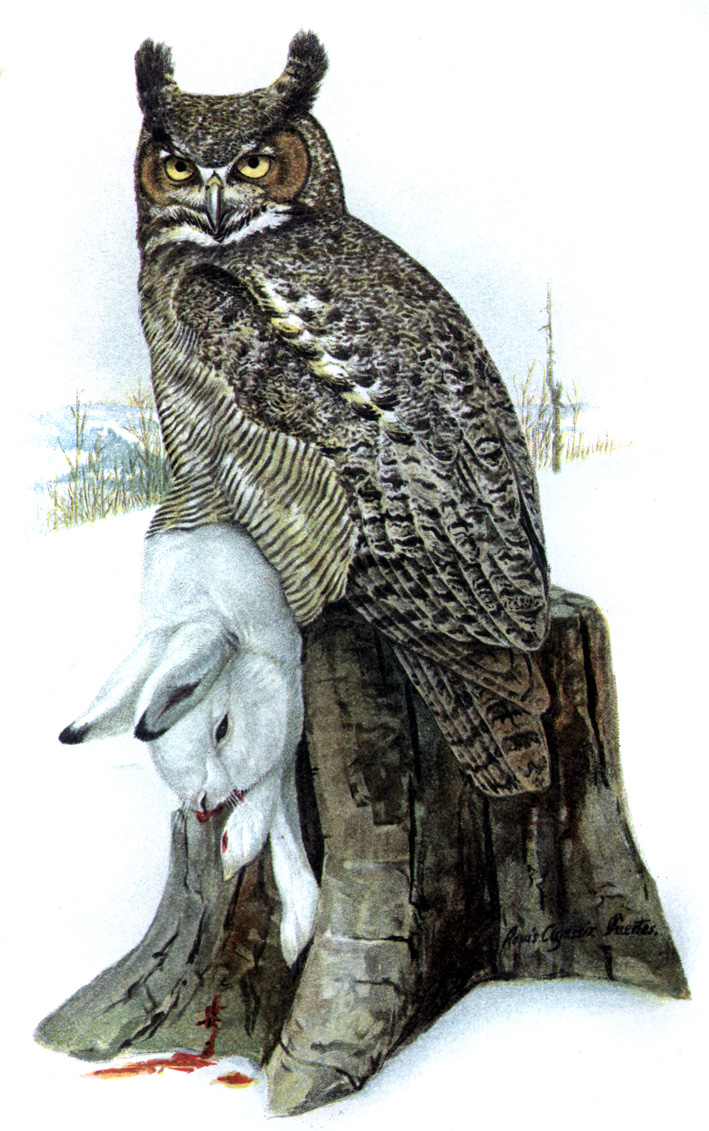
Virginiauhu (Bubo virginianus) in United States Department of Agriculture Yearbook, 1908
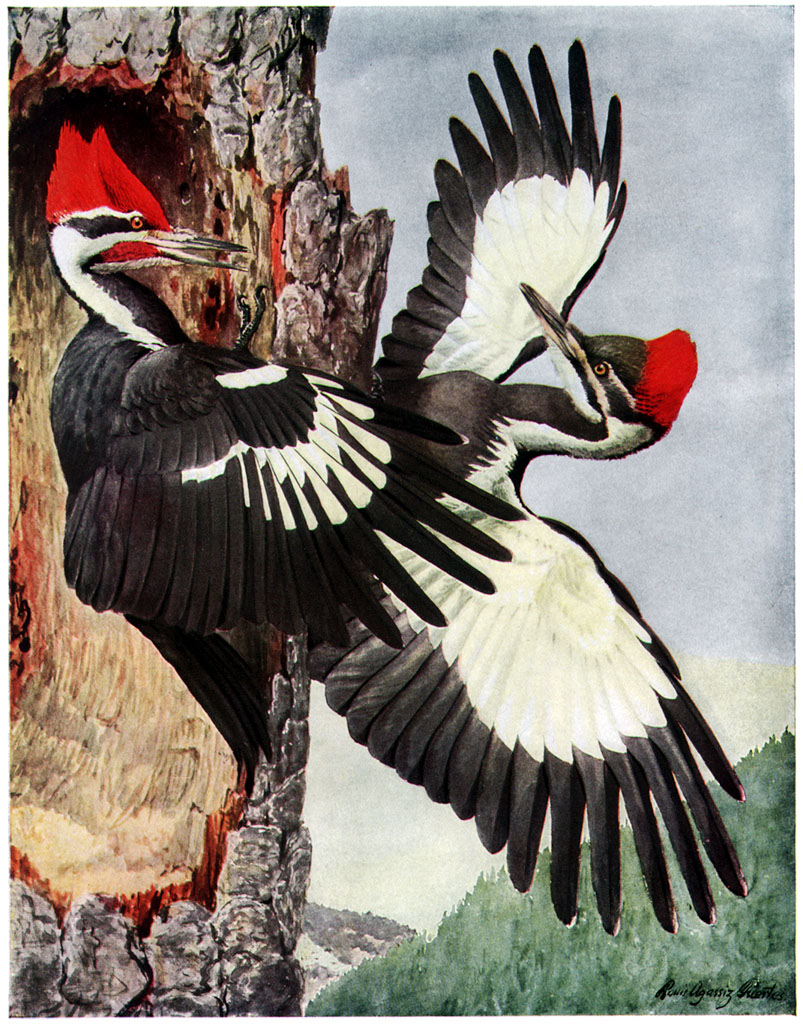
Helmspecht (Dryocopus pileatus) in Birds of New York, 1910–1914
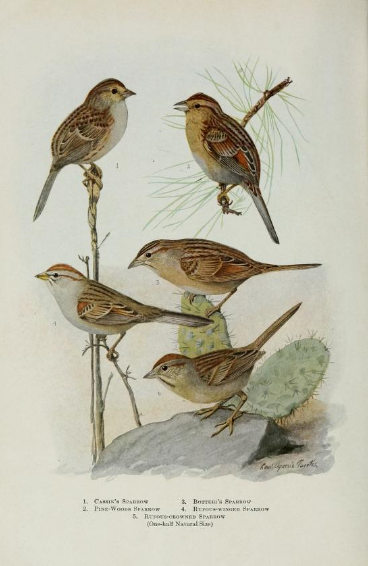
Verschiedene Ammern in Bird-Lore, 1914
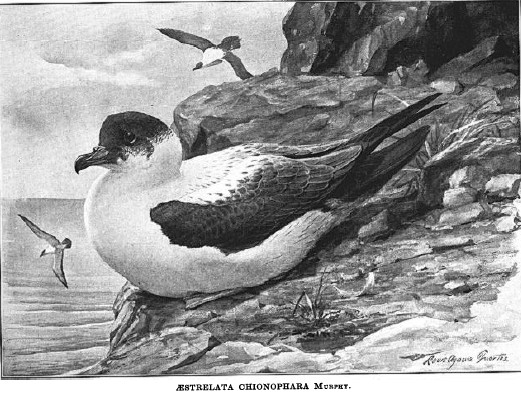
Trindadesturmvogel (Pterodroma arminjoniana) in The Auk, 1914
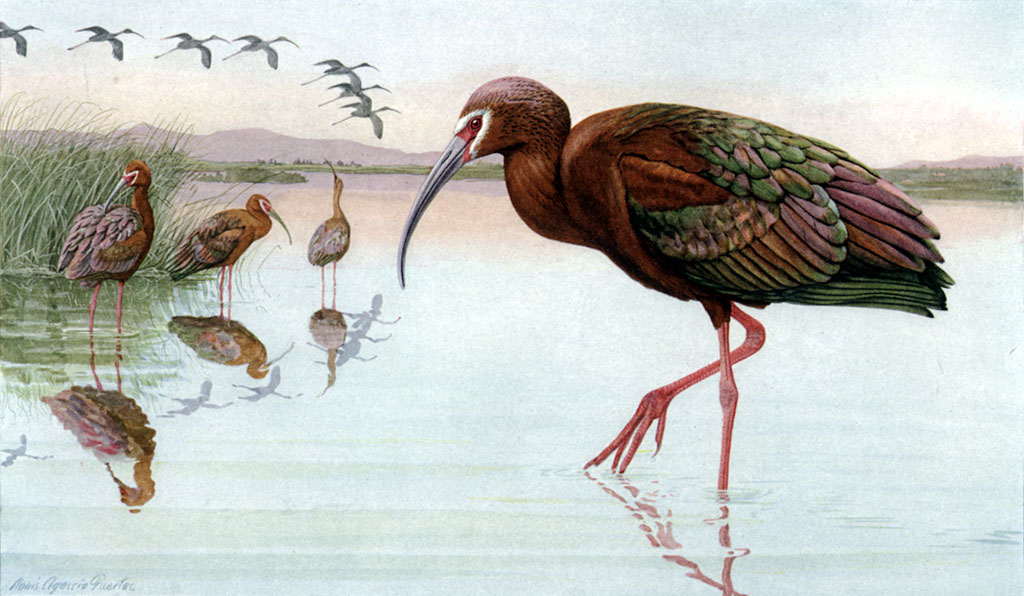
Brillensichler (Plegadis chihi) in Game Birds of California, 1918
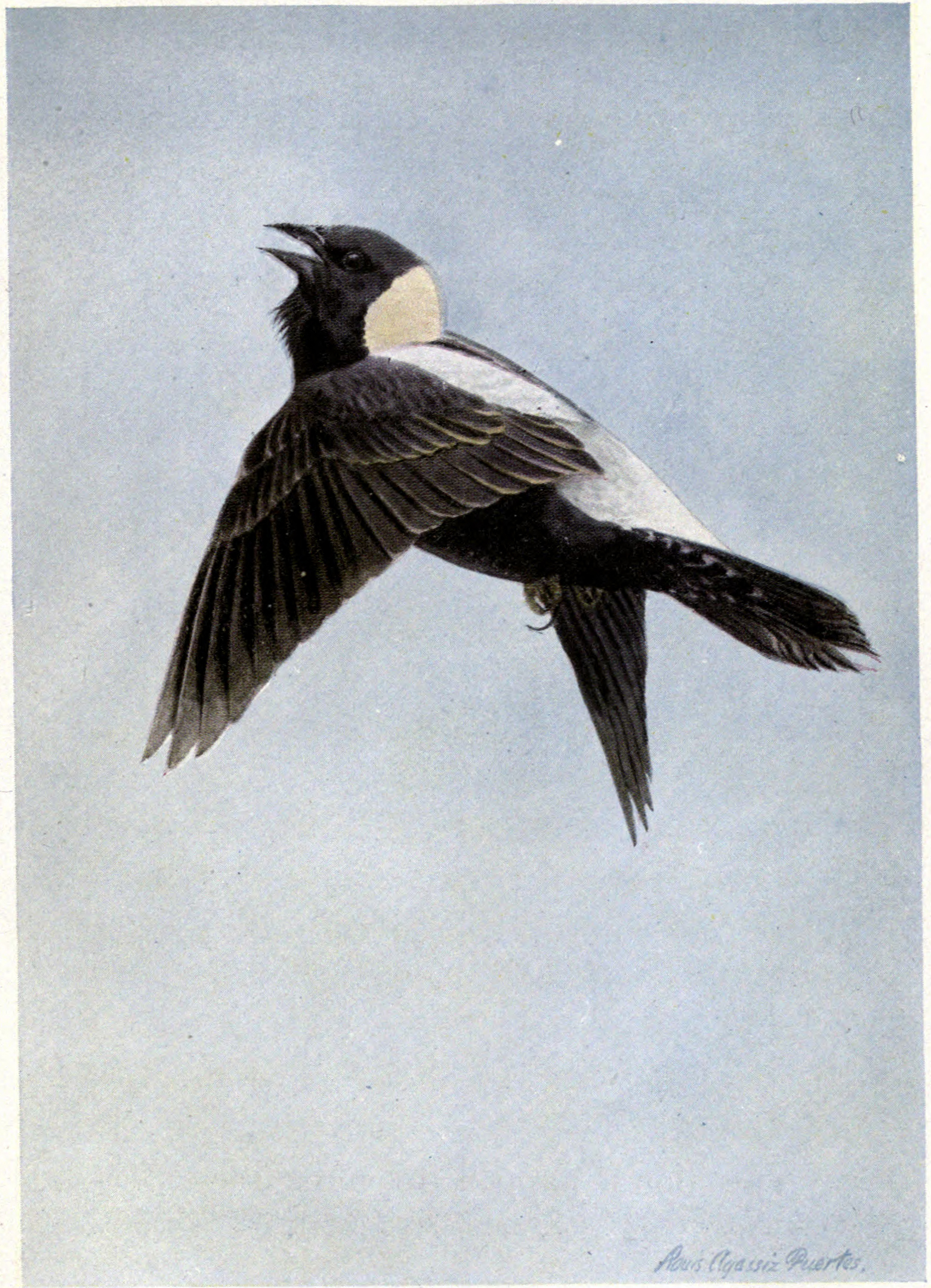
Reisstärling (Dolichonyx oryzivorus) in The Burgess Bird Book for Children, 1919
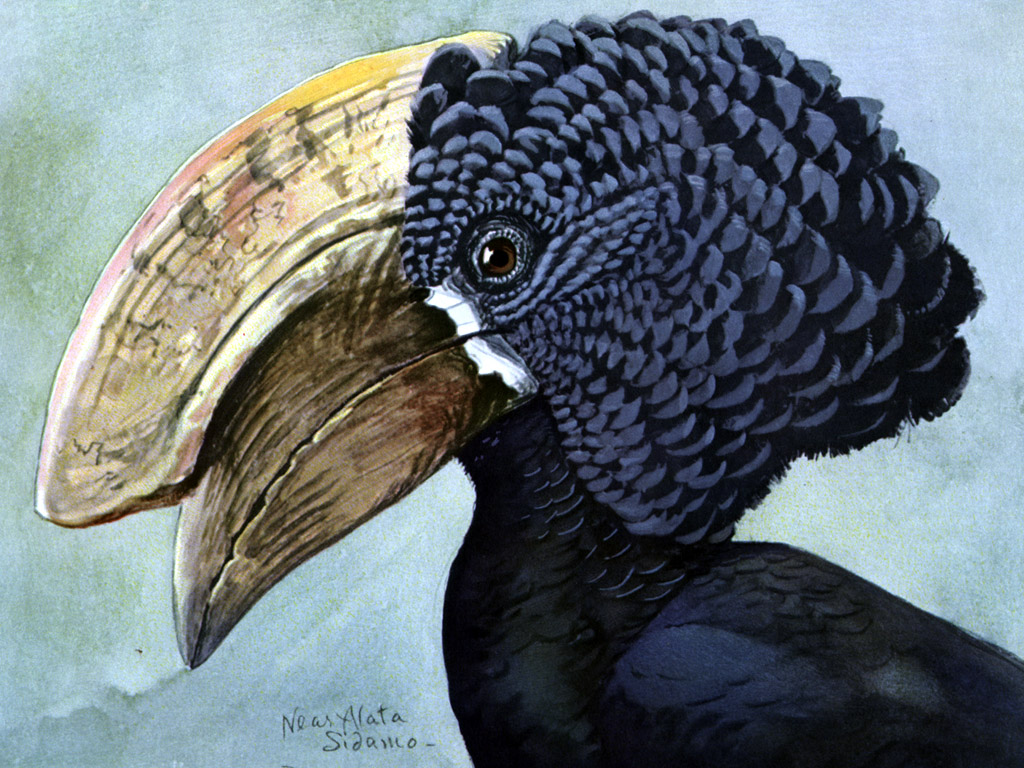
Silberwangenhornvogel (Bycanistes brevis) in Album of Abyssinian Birds and Mammals, 1930
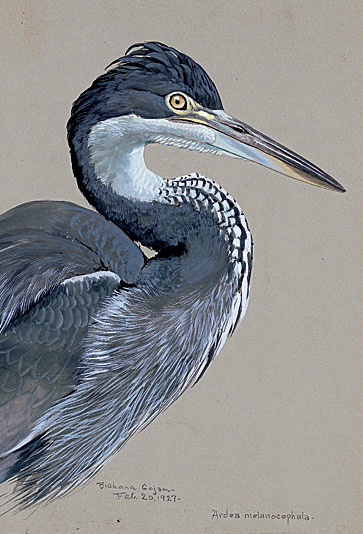
Schwarzhalsreiher (Ardea melanocephala) in Album of Abyssinian Birds and Mammals, 1930